# Callichroma cyanomelas
Callichroma cyanomelas es una especie de escarabajo longicornio del género Callichroma, tribu Callichromatini. Fue descrita científicamente por White en 1853.
Se distribuye por Belice, Costa Rica, Guatemala, Honduras, México, Nicaragua y Panamá. Mide 25,31-37,58 milímetros de longitud. El período de vuelo ocurre en los meses de mayo, junio y julio.